# Страшево (Любимский район)
Страшево — деревня в Любимском районе Ярославской области России. Входит в Воскресенское сельское поселение. Население на 1 января 2007 года — 106 человек.

## География
Расположена на левом берегу реки Соть.
Перелески, заливные луга, тополиные рощи.

## Население
| 2007 | 2010 |
| ---- | ---- |
| 106  | ↘100 |

## Инфраструктура
В деревне есть мост через реку Соть.

## Транспорт
Проходит автодорога.

## Экономика
- СХК (колхоз) «Соть»[4]